# Yokohama DeNA BayStars
Die Yokohama DeNA BayStars (jap. 横浜DeNAベイスターズ, Yokohama Dī-Enu-Ē Beisutāzu) sind eine japanische Baseball-Profimannschaft. Sie spielen in der Central League und gehörten unter anderen Namen zu den Gründungsmannschaften der heutigen Ligastruktur von 1950. Als Robins und Whales hatten sie in Shimonoseki, Kyōto und Kawasaki gespielt, bevor sie 1978 nach Yokohama umzogen. Bisher zweimal – 1960 und 1998 – konnten sie die Nippon Series gewinnen. Heimat der BayStars ist das Yokohama Stadium im Stadtbezirk Naka.
Eigentümer der BayStars ist seit Ende 2011 das e-Commerce-Unternehmen DeNA, das eine Mehrheit der Aktien hält. Manager ist seit 2012 der ehemalige Giants-Infielder Kiyoshi Nakahata.

## Geschichte

Platzierung der Whales, Robins und BayStars in der Central League seit 1950. Rote Punkte markieren Siege der Nippon Series.

Die Geschichte der BayStars geht bis in die 1930er Jahre zurück, als die Betriebsmannschaft der Fischereigesellschaft Taiyō Gyogyō zunächst am Intercity Baseball Tournament (都市対抗野球大会, toshi taikō yakyū taikai) teilnahm. Als die heutige Ligastruktur eingeführt wurde, wandelte das Unternehmen die Mannschaft 1950 in ein Profiteam um, die Taiyō Whales, mit Heimat in Shimonoseki in der Präfektur Yamaguchi. 1953 fusionierten die Whales mit den Shōchiku Robins, einem Profiteam aus den 1930ern, das 1950 die Central League gewonnen hatte. Die neue Mannschaft nannte sich 1953 Taiyō Shōchiku Robins, 1954 Yōshō Robins mit einem zweiten Standbein in Kyōto und ab der Saison 1955, als sie nach Kawasaki umzog, dann wieder Taiyō Whales. Sportlich waren die ersten Jahre wenig erfolgreich: zwischen 1950 und 1959 wurde die Mannschaft sieben Mal Sechster, also Letzter, der Central League.
1960 wurde Mihara Osamu, der zuvor die Nishitetsu Lions zu drei Meisterschaften in Folge geführt hatte, Manager der Whales: Durch eine deutliche Verbesserung bei den Pitchern (2.32 ERA nach 3.47 im Vorjahr) beendete die Mannschaft die Saison als Erster (70 Siege, 56 Niederlagen, 4 Unentschieden) und konnte anschließend auch die Nippon Series gegen die Daimai Orions gewinnen. Mihara blieb bis 1967, kam aber über zwei zweite Plätze nicht hinaus.
Auch in den 1970er Jahren blieben die Ergebnisse durchwachsen (sechs Mal unter den letzten zwei). 1978 zogen die Whales nach Yokohama ins neu erbaute Yokohama Stadium um und nannten sich fortan Yokohama Taiyō Whales; im selben Jahr stiegen die Fernsehsender NBS mit 30 % und TBS mit 15 % Beteiligung ein. Da das neue Stadium höhere Outfield-Begrenzungsmauern hatte, ging die Zahl der Home Runs zurück, während sich die Defensive etwas verbesserte; 1978 und 1979 konnten die Whales erstmals nach sieben Jahren wieder mehr Siege als Niederlagen erzielen. Größere Erfolge blieben aber weiterhin aus: Von 1980 bis 1994 kamen die Whales nicht wieder über eine Siegquote von .500.
Ende 1992 änderte Taiyō Gyogyō seinen Namen in Maruha K.K. und die Whales wurden in Yokohama BayStars umbenannt. Gegen Ende der 1990er gelang es der Mannschaft wieder, winning seasons, also mehr Siege als Niederlagen, zu produzieren, was 1998 mit dem zweiten Ligatitel und dem anschließenden Gewinn der Nihon Series (4-2 gegen die Seibu Lions) gekrönt wurde. Zu den Stars der BayStars gehörten in dieser Zeit die Outfielder Robert Rose und Takanori Suzuki und der Pitcher Kazuhiro Sasaki. 2001 übernahm TBS die Anteile von Maruha. Die 2000er Jahre waren sportlich wenig erfolgreich, von 2002 bis 2011 erzielten die BayStars keine winning seasons mehr. Manager der Mannschaft war von 2007 bis Mai 2009 Akihiko Ōya, der die Mannschaft bereits 1996 und 1997 trainiert hatte und als Spieler 16 Jahre für die Yakult Swallows aktiv gewesen war. Seit dem Rückzug Ōyas war Coach Tomio Tashiro Interimsmanager, der als Infielder 19 Jahre bei den Whales gespielt hatte. Danach übernahm der ehemalige Yakult-Pitcher Takao Obata. In der Postseason 2011 wurden die BayStars an DeNA verkauft, die Mannschaft trägt seit dem 1. Dezember 2011 als Yokohama DeNA BayStars wie die meisten Profimannschaften den Namen des Eigentümers.
Am 30. April 2013 lief Tony Blanco mit 14 Homeruns in der Saison einen neuen Rekord. Daraufhin fragte man sich, warum es möglich ist, in einer Saison so viele Homeruns zu erzielen. Am 11. Juni 2013 kam heraus, dass die Bälle verändert wurde um mehr Homeruns zu erzielen (siehe Japanischer Baseballskandal 2013).
Seit ihrer Gründung als Profimannschaft 1950 erreichten die BayStars bis einschließlich 2011 eine Siegquote von .444 (mit 3.547 Siegen, 4.437 Niederlagen und 263 Unentschieden).

## Stadion

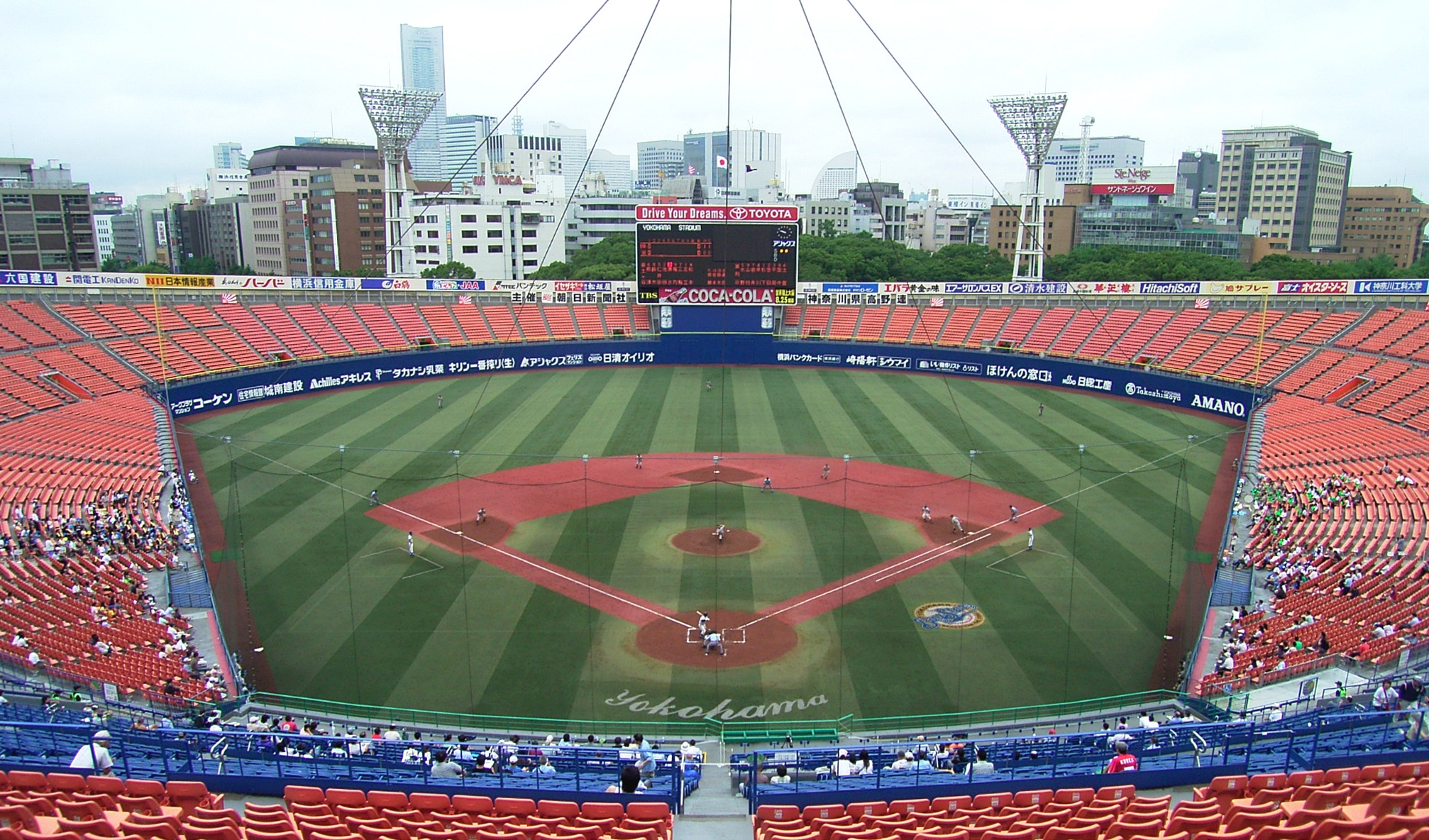
Das Yokohama Stadium fasst 30.000 Zuschauer.

Die Heimat der BayStars ist das Yokohama Stadium. Es wurde 1978 erbaut und hat 30.000 Plätze. Der Innenraum besteht aus Kunstrasen. An der Eigentümergesellschaft sind neben den BayStars und TBS auch TV Asahi, Fuji TV und die Stadt Yokohama beteiligt.

## Minor-League-Team
- Eastern League: Shōnan Searex, Yokosuka, Präfektur Kanagawa